# Hnízdo (Akta X)
Hnízdo (v anglickém originále Squeeze) je třetí epizoda první série amerického sci-fi seriálu Akta X. Premiéru měla na televizní stanici Fox 24. září 1993.
Epizodu napsal Glen Morgan a James Wong, režíroval Harry Longstreet.
Hlavními postavami seriálu jsou zvláštní agenti FBI Fox Mulder (David Duchovny) a Dana Scullyová (Gillian Andersonová), kteří pracují na případech spojených s paranormálními jevy, tzv. Akty X. Mulder je zastáncem paranormálních jevů, zatímco skeptická Scullyová se snaží najít racionální vysvětlení případu. V této epizodě, Mulder a Scullyová vyšetřují sérii vražd od bytosti, která dokáže své tělo protáhnout přes neskutečně úzké mezery. Agenti vyvozují, že jejich podezřelý může být geneticky zmutovaný a doba jeho od jeho prvního řádění je devadesát let.

## Dějová linie
V Baltimoru podnikatel George Usher přijde do kancelářské budovy. Je sledován z temného odvodňovacího kanálu někým, kdo poté proklouzne do budovy přes výtahové šachty do ventilačního systému a zabije ho tím, že mu odstraní játra. Vyšetřování vraždy si připisuje kariérista FBI agent Tom Colton (Donal Logue), který se obrátí o pomoc na Scullyovou, se kterou chodil jako kolega na akademii.
Případ Coltona vyvede z míry, protože jedinými společnými prvky vražd je nedostatek vodítek a patrné odstranění jater obětí holýma rukama. Fox Mulder (David Duchovny) studuje případ a bere na vědomí jejich podobnost s dřívějšími případy, ke kterým došlo v roce 1933 a 1963. Na místě činu zajistí Mulder prodloužený otisk na odvzdušňovacím ventilu, který se shoduje s podobným dokumentovaným spisem Akt X. Dochází k závěru, že protože k pěti vraždám došlo v průběhu předchozích řádění, tak vyšetřovatelé mohou očekávat další dvě.
Protože Scullyová věří, že vrah se vrátí na místo činu jeho předchozích trestných činů, s Mulderem čekají v parkovací garáži Usherově kancelářské budově. Tam chytí muže jménem Eugene Victor Tooms (Doug Hutchison) když leze přes větrací otvor. Tooms je doveden k testu detektoru lži, který zahrnuje otázky napsané Mulderem, které ho spojují s vraždami datovánými až do roku 1903. Tooms snadno projde testem. Colton odmítá Malderovy dotazy a označuje je za směšná, poté nechá Toomse jít. Nicméně, Mulder později digitálně prodlužuje a zužuje Toomsovy otisky prstů, aby odpovídaly otiskům na místě činu. Mulder věří, že Tooms je schopen se natáhnout a zmáčknout své tělo úzkými prostory. Tu noc, to Tooms demonstruje tím, že se protáhne komínem za cílem usmrtit další oběť.
Mulder a Scullyová nemohou najít žádnou dokumentaci k Toomsově životě. Navštěvují Franka Briggse (Henry Beckman) — bývalého detektiva, který líčí své zkušenosti z vyšetřování vraždy z roku 1933. Briggs přináší staré fotografie Toomse a dává jim adresu Toomsova činžovního domu, kde naposledy bydlel. Zde Mulder a Scullyová najdou "hnízdo" vyrobené z novin a žluči umístěné v prostoru budovy, stejně jako několik trofejních předmětů pořízených od posledních obětí. Mulder se domnívá, že je Tooms mutant, který může přezimovat třicet let po konzumaci pěti lidských jater. Jak Marder a Scullyová odchází Tooms, který se skrývá v trámech, tajně vezme Scullyové náhrdelník, který má na sobě jako novou trofej.
Mulder a Scullyová dají byt pod dohled, ale Colton je odvolá z práce. Mulder najde Scullyové náhrdelník v Toomsově bytě a snaží se ji zavolat, ale její telefonní linka byla přestřižena. Tooms vtrhne do jejího bytu skrz malý odvzdušňovací ventil a snaží se ji zabít, ale Mulder k ní spěchá do bytu a zatkne ho. Tooms je dán do ústavu pro duševně choré zločince, kde si začíná stavět další hnízdo pomocí novin. Scullyová informuje Muldera, že lékařské testy na Toomsovi ukazují abnormální kosterní a svalový systém a rychle klesající metabolismus. Když je Toomsovi dáno jídlo štěrbinou ve dveřích, hledí na ni štěrbiny a usmívá se.